# Exèrcit de Líbia
Exèrcit de Líbia (àrab: جيش التحرير الوطني الليبي, Jayx at-Taḥrīr al-Waṭanī al-Lībī) és el component terrestre de les Forces Armades de Líbia. Té diverses armes, com ara fusells, armes antiaèries i tancs.

## Història
Quan el regne de Líbia es va independitzar en 1951, els veterans dels resistens sanusites varen formar el nucli de l'Exèrcit reial de Líbia. Encara que l'Exèrcit libi disposava de una gran quantitat d'equipament, la major part fou adquirida a l'antiga Unió Soviètica en els anys 1970 i 1980 i aquest equipament estava en gran manera obsolet. Un alt percentatge resta emmagatzemat i una gran quantitat d'equipament ha estat venuda a diversos països africans.
Al començament de la Guerra Civil Líbia de 2011, l'Exèrcit libi va patir desercions, ja que molts soldats eren contraris al Govern del líder suprem Moammar al-Gaddafi i varen decidir lluitar contra el seu líder, varen formar juntament amb voluntaris civils, l'Exèrcit Nacional de Líbia. Després de les derrotes de l'Exèrcit libi gadafista contra els rebels, aquests van prendre Trípoli, la capital, enderrocant el dictador, i van crear un nou Govern anomenat Consell Nacional de Transició. El Consell va passar a controlar l'Exèrcit libi, els soldats varen deixar de donar suport a l'ex-president Gadafi, llevat d'uns pocs, que van desertar del nou exèrcit libi i varen continuar amb la resistència. L'Exèrcit libi va aconseguir posar fi a la resistència gadafista, finalitzant llavors la Guerra civil amb l'execució de l'ex-president Moammar al-Gaddafi. Tanmateix la seva mort no va posar fi a la violència a Líbia, ja que actualment l'Exèrcit libi, dirigit pel general Khalifa Belqasim Haftar, encara lluita i fa front a les incursions internes provocades pels antics gadafistes que no volen reconèixer el nou Govern. També cal dir que les milícies islamistes de la capital Trípoli estan en estat de guerra amb el govern del general Haftar, aquest govern té la seu a la ciutat costanera de Tobruk.

## Vehicles
| Nom                            | Tipus                          | Quantitat       | País            | Imatge          |
| Carro de combat                | Carro de combat                | Carro de combat | Carro de combat | Carro de combat |
| ------------------------------ | ------------------------------ | --------------- | --------------- | --------------- |
| T-72                           | Tanc                           | ?               | Unió Soviètica  |                 |
| T-62                           | Tanc                           | ?               | Unió Soviètica  |                 |
| T-55                           | Tanc                           | ?               | Unió Soviètica  |                 |
| Vehicle de combat d'infanteria |                                |                 |                 |                 |
| BMP-2                          | Vehicle de combat d'infanteria | ?               | Unió Soviètica  |                 |
| BMP-1                          | Vehicle de combat d'infanteria | ?               | Unió Soviètica  |                 |
| Llançacoets múltiple           |                                |                 |                 |                 |
| BM-21                          | Llançacoets múltiple           | ?               | Unió Soviètica  |                 |
| Artilleria autopropulsada      |                                |                 |                 |                 |
| OTO Melara Palmaria            | Artilleria autopropulsada      | ?               | Itàlia          |                 |

## Armament
- Fusell d'assalt AK-47 Kalàixnikov
- Llançacoets Tipus 63
- Arma antiaèria Flak ZPU
- Míssil antitancs Malutka
- Canó sense retrocés M40
- ZU-23-2 arma antiaèria
- RPG-7 llança-grenades antitancs
- Tipus 69 antitancs RPG llança grenades
- SA-7 MANPADS míssil terra-aire portàtil
- MILAN míssil antitancs
- Carl Gustav rifle sense retrocés
- AKM rifle d'assalt
- FN F2000 rifle d'assalt
- SKS rifle semiautomàtic
- FN FAL rifle de batalla
- Heckler & Koch G3 rifle
- Fusell Carcano
- Fusell Mauser 98k
- DShK metralladora pesant
- FN metralladora mitjana
- PKM metralladora mitjana
- PKT metralladora lleugera
- RPD metralladora lleugera
- RP-46 metralladora lleugera
- MAT-49 metralletes
- Tokarev TT-33 pistola
- Colt M1911 pistola
- Makarov pistola
- Beretta AL391 escopeta
- Molot Bekas 12-M escopeta
- Escopeta Spartan 310 Remington Arms